# James Skea

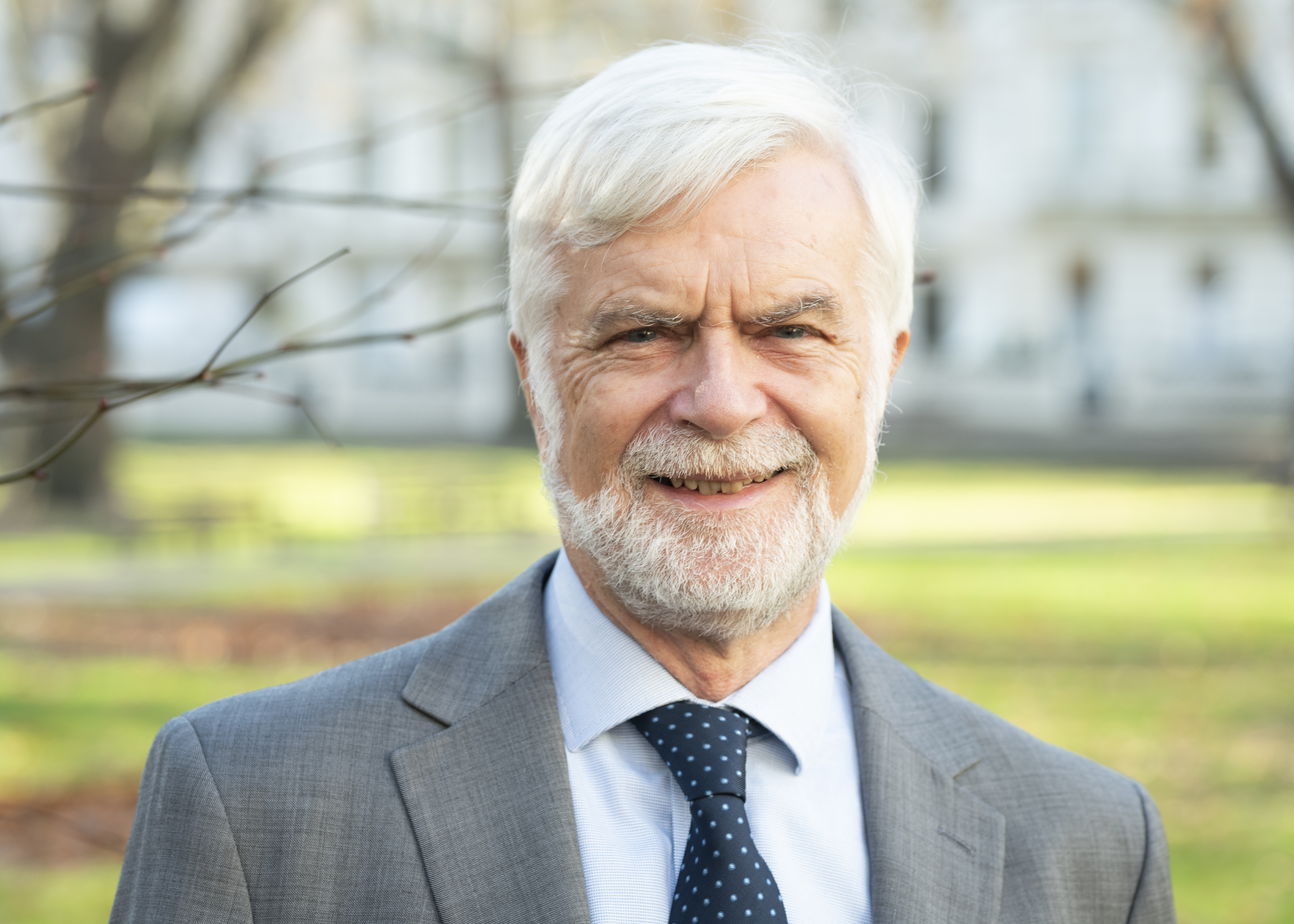
Jim Skea

Sir James Ferguson Skea, CBE, FRSE (häufig Jim Skea [skiː]; * 1. September 1953 in Dundee, Schottland) ist ein britischer Energiewissenschaftler. Skea war bis 2023 Professor für nachhaltige Energie am Imperial College London. Seit Juli 2023 ist er Vorsitzender des Intergovernmental Panel on Climate Change (IPCC) und soll ihn bis zum siebten Sachstandsbericht führen.

## Akademische Laufbahn
Ein Studium an der University of Edinburgh schloss Skea 1975 mit einem Bachelor of Science (BSc) in Mathematischer Physik mit höchster Auszeichnung ab. Es folgte 1978 ein PhD in Energieforschung am Clare College, Cambridge.
Von 1978 bis 1981 war Skea wissenschaftlicher Mitarbeiter am Cavendish Laboratory der University of Cambridge. Es folgte von 1981 bis 1983 ein Aufenthalt am Department of Engineering and Public Policy der Carnegie-Mellon University in Pittsburgh, Pennsylvania, zunächst als wissenschaftlicher Mitarbeiter und später als Juniorprofessor. Anschließend ging er an die Science Policy Research Unit der University of Sussex als Research Fellow (1983–1989), Senior Research Fellow (1989–1993) und Professorial Fellow (1994–1998). In den Jahren 1998 bis 2004 war Skea Direktor des Policy Studies Institute, einer britischen Denkfabrik, die sich auf nachhaltige Entwicklung spezialisiert hat. Von 2004 bis 2009 hatte er eine Professur an der University of Westminster inne. Anschließend war er bis 2023 Professor für nachhaltige Energie am Zentrum für Umweltpolitik des Imperial College London.

## Intergovernmental Panel on Climate Change
Schon seit den 1990er Jahren hat Skea in verschiedenen Positionen zur Arbeit des 1988 gegründeten Intergovernmental Panel on Climate Change (IPCC) beigetragen. Im Vorstand der Arbeitsgruppe III, die sich vor allem mit dem wissenschaftlichen Sachstand zur Minderung des Klimawandels befasst, übernahm Skea Leitungsfunktionen: als Vizevorsitzender im fünften Sachstandszyklus (2008–2015) und als Ko-Vorsitzender im sechsten Sachstandszyklus (2015–2023).
Als Herausgeber und als Autor arbeitete Skea federführend an mehreren Sachstands- und Sonderberichten mit: Er war Herausgeber und Ko-Autor u. a. des 2018 erschienenen Sonderberichts 1,5 °C globale Erwärmung (SR15), des 2019 erschienenen Sonderberichts über Klimawandel und Landsysteme (SRCCL) und des 2022 erschienenen Berichts über die Minderung des Klimawandels, der Teil des Sechsten Sachstandsberichts ist. Schon am zweiten (1995) und dritten Sachstandsbericht des IPCC (2001) war Skea für die Arbeitsgruppe II (Folgen, Anpassung und Verwundbarkeit) als führender Autor einzelner Kapitel  beteiligt.
Am 26. Juli 2023 wurde Skea zum Vorsitzenden des Intergovernmental Panel on Climate Change gewählt. Mit der Wahl Skeas zum Vorsitzenden und der Neubesetzung des Vorstands beginnt der siebte Sachstandszyklus des Weltklimarats, der in den Siebten Sachstandsbericht des IPCC münden soll.

## Weitere Wissenschaftsgremien
Von 2004 bis 2012 war Skea Forschungsdirektor des UK Energy Research Centre, eines interdisziplinären Forschungsprogramms im Bereich nachhaltiger Energiesysteme. Außerdem war er in den Jahren 2015 bis 2017 Präsident des Energy Institute, eines Berufsverbands für Ingenieure und Experten anderer Fachgebiete der Energiewirtschaft.
Skea war und ist in der wissenschaftlichen Regierungsberatung aktiv: Er war 2008 Gründungsmitglied des britischen Committee on Climate Change, das die britische Regierung in Fragen des Klimawandels berät; nach zehn Jahren, im Jahr 2018, schied er aus dem Komitee aus.  Skea beriet 2018–2023 als Vorsitzender der schottischen Just Transition Commission (Kommission für einen gerechten Übergang) die schottische Regierung.
Skea wirkte zudem in verschiedenen Einrichtungen zur Forschungsförderung im Vereinigten Königreich: Von 1995 bis 1998 war er Direktor des Global Environmental Change Programme am Economic and Social Research Council (ESRC). Das ERSC stellt Forschungsförderung für die Sozialwissenschaften bereit und ist einer der Forschungsräte, die im Dachverband UK Research and Innovation (UKRI) zusammengeschlossen sind (bis 2018: Research Councils UK, RCUK). Bei der UKRI handelt es sich um eine unabhängige öffentlichen Körperschaft, deren Räte über die Verwendung öffentlicher Forschungsmittel entscheiden. Im Zeitraum 2012–2017 war er Energy Strategy Fellow der Research Councils UK am Imperial College. Seit 2017 ist er Senior Fellow des Engineering and Physical Sciences Research Council, das britischen Universitäten Forschungsförderung in den Gebieten Mathematik, Physik, Chemie, Informatik und in den Ingenieurwissenschaften bereitstellt.

## Ehrungen
- Officer des Order of the British Empire (OBE), 2004, für seine Arbeit im Bereich nachhaltiger Verkehr[3]
- Fellow des Energy Institute, 2005[3]
- Certificate of Commendation, Japan, 2009, für seinen Beitrag als Ko-Vorsitzender des japanisch-britischen Forschungsprojektes „Roadmap to a Low-Carbon World“[9]
- Honorary Fellow der Society for the Environment, 2011, eines britischen Berufsverbands für Umweltfachleute[10]
- Melchett Award des Energy Institute, 2010, für herausragende Beiträge zur Energie- und Treibstoffforschung[3]
- Commander des Order of the British Empire (CBE), 2013, für seine Arbeit im Bereich nachhaltige Energie[3]
- Fellow der Royal Society of Edinburgh (FRSE)[3]

## Veröffentlichungen (Auswahl)
- Jim Skea, Renée van Diemen, Matthew Hannon, Evangelos Gazis, Aidan Rhodes: Energy Innovation for the Twenty-First Century: Accelerating the Energy Revolution. Edward Elgar, 2019, ISBN 978-1-78811-261-1 (Ergebnis der Arbeit im Rahmen der Fellowship für Research Councils UK[4]).
- Jim Skea, Paul Ekins, Mark Winskel: Energy 2050: the transition to a secure low carbon energy system for the UK. Earthscan, 2011, ISBN 978-1-138-96879-0 (Ergebnis der Forschung am UK Energy Research Centre[4]).
- Steve Sorrell, Jim Skea (Hrsg.): Pollution for Sale: Emissions Trading and Joint Implementation. Edward Elgar, 1998, ISBN 978-1-84064-010-6.
- Rupert Howes, Jim Skea, Bob Whelan: Clean and Competitive? Motivating Environmental Performance in Industry. Earthscan, 1997, ISBN 1-85383-491-2.
- Richard Hawkins, Robin Mansell, Jim Skea (Hrsg.): Standards, Innovation and Competitiveness: The Politics and Economics of Standards in Natural and Technical Environments. Edward Elgar, 1995, ISBN 978-1-85898-037-9.
- Sonja Boehmer-Christiansen, Jim Skea: Acid Politics: Environmental and Energy Policies in Britain and Germany. Belhaven Press, 1991, ISBN 1-85293-317-8.